# Ironwood
Ironwood je mestece v okrožju Gogebic v zvezni državi Michigan, ZDA. Šteje 6300 prebivalcev. Kraj je dobil ime po železovi rudi ki so jo tukaj našli okrog leta 1870. Kmalu so odkrili veliko nahajališč rude in odprli več rudnikov. To je pomenilo tudi priseljevanje delavcev iz Evrope. Ker je bilo veliko različnih narodov, je bilo tudi veliko različnih ver in cerkva. Kraj je bil znan tudi po edini smučarski letalnici na zahodni hemisferi, Copper Peak, ki pa se je podrla.